# スーパータスク
哲学におけるスーパータスク（英: super task）は操作の可算無限列であって有限の時間間隔のうちに順々に起こるものをいう。 操作の数が非可算無限となるときには、スーパータスクは「ハイパータスク」と呼ばれる。各順序数に対し操作を含むようなハイパータスクは「ウルトラタスク」と呼ばれる。「スーパータスク」という用語はトムソンのランプを考案した哲学者ジェームズ・F・トムソンによるものである。「ハイパータスク」という用語は同名の論文に於いてクラークとリードによって考案された。

## 歴史

### 現代の研究
大抵の現代の研究はベナセラフの系譜にある人々によるものであり、彼らは暗黙のうちにスーパータスクの可能性を受け入れている。その可能性を拒否する哲学者たちは、無限の概念そのものに対する不安のため、トムソンのような理由では拒否しない傾向がある。もちろん例外もある。例えば、マクローリンは、もし実解析学の変種である内的集合論で以て解析するならば、トムソンのランプは矛盾であると主張する。

#### 数学の哲学
もしスーパータスクが可能なら、数論の未知の命題（ゴールドバッハ予想であれ決定不能命題でさえ）の真偽性を、有限の時間で、自然数の集合上の力まかせ探索によって決定することができる。しかしながらこれはチャーチ＝チューリングのテーゼに矛盾することになる。

#### 超チューリング機械
理論計算機科学におけるスーパータスクの影響は、幾つかの新しい興味ある研究を喚起してきた。例えばHamkins and Lewis –  "Infinite Time Turing Machine"。

## 有名なスーパータスク

### ララドゴイチアのスーパータスク
J・P・ララドゴイチアによって案出されたこのスーパータスクは、ニュートン力学における非決定論の一例である。このスーパータスクは静止した点質量の無限の集まりからなる。点質量は全て質量 m を持ち、長さ a メートルの直線 AB 上で位置 B、AB / 2、AB / 4、AB / 8 等々を取る。B にある最初の粒子は A に向かって速度1メートル毎秒で加速される。ニュートン力学の法則によれば、最初の粒子が二番目の粒子に衝突するとき、最初の粒子は停止し、二番目の粒子は最初の粒子の速度 1 m/s を受け継ぐ。このプロセスは無限に衝突を続けるが、どの粒子も1メートル毎秒で動いていたので、1秒後には、全ての衝突が完了する。しかしながら、この系列には末尾の粒子というものがないので、どの粒子も A には現れないだろう。そうすると、全ての粒子が静止することとなって、エネルギー保存則に矛盾する。いま、ニュートン力学の法則は時間反転で不変である、つまり、時間の方向を逆転させたとしても、諸法則は同じままである。もしこのスーパータスクに於いて時間が反転したなら、A から AB / 2 に沿った静止した点質量のシステムであって、でたらめに、自発的に互いに衝突を始め、B から速度 1 m/s で粒子が飛び出すことになる。AlperとBridgerは、実無限と可能無限との区別を伴うこのスーパータスクに於ける推論に対して疑義を呈している。